# Paulo Okamotto
Paulo Tarciso Okamotto  (Mauá, São Paulo, 28 de fevereiro de 1956) é um empresário, ex-metalúrgico e ex-sindicalista brasileiro. É o atual presidente da Fundação Perseu Abramo.
De ascendência paterna japonesa, foi presidente do SEBRAE entre 2003 e 2010, durante o Governo Lula (2003-2010). É amigo pessoal do presidente Luiz Inácio Lula da Silva.

## Biografia
Nascido no município de Mauá, desde os seis anos de idade já trabalhava. Foi através da sua mãe, que trabalhava na cozinha da Volkswagen que ingressou como aprendiz no Senai. Fez um curso na área metalúrgica e começou a trabalhar na Brastemp, onde se iniciou na atividade sindical e conheceu Lula,  então Presidente do Sindicato dos Metalúrgicos do ABC. Em 1981 trabalhava como fresador de ferramentaria na Inbrac, em Diadema. Integrou a diretoria do Sindicato dos Metalúrgicos do ABC em 1981, no primeiro mandato de Jair Meneguelli, como diretor de finanças. Cumpriu mais dois mandatos como segundo secretário e diretor do departamento jurídico.
Em 1989 trabalhou com tesoureiro da campanha presidencial do então candidato a presidente Luiz Inácio Lula da Silva, na primeira eleição presidencial direta no Brasil depois de 29 anos.
Foi presidente do diretório estadual do PT de São Paulo.
Em 1990, mais uma vez junto com Lula, Paulo Vannuchi,  Clara Ant, companheiros do sindicato, intelectuais e lideranças da sociedade civil, participou da criação do Instituto Cidadania, do qual seria responsável pela gestão administrativa e, em 2001, presidente.
Em 2003, assume a diretoria de administração e finanças do Sebrae. Em 2005, é eleito presidente da entidade, cargo que ocuparia até 2010.
Em 2011, foi um dos fundadores do Instituto Lula e desde então é o presidente do instituto até hoje.
No dia 4 de março de 2016, em São Paulo, Okamotto foi levado por agentes da Polícia Federal (PF), mediante mandado de condução coercitiva, a fim de  prestar depoimento na sede da PF, durante a 24ª fase (denominada Aletheia) da chamada  Operação Lava Jato, que investiga casos de corrupção na Petrobras. Entretanto foi absolvido da acusação que foi feita contra si de lavagem de dinheiro relacionada ao pagamento das despesas de armazenamento do acervo presidencial do Presidente Lula.
Em fevereiro de 2023, assumiu a presidência da Fundação Perseu Abramo.

## Controvérsias

### Mensalão
Em 2005, já como presidente da SEBRAE, foi acusado nas CPIs dos Bingos e a do Mensalão por pagar dívida de R$ 30 mil do então presidente Lula, sem declarar a origem da quantia, levando suspeita de origem ilícita. Em fevereiro de 2006, a CPI dos Bingos aprovou a quebra de seu sigilo bancário para apurar a origem do pagamento, mas contrariando a CPI e a expectativa em geral, Okamotto conseguiu por ordem judicial para impedir a quebra. Até hoje, o caso continua sem solução.

### Ameaças contra Marcos Valério
Em 2012, durante o julgamento do mensalão, Marcos Valério afirmou que lhes enviavam o "faz-tudo de Lula", Paulo Okamoto: "a função dele é me acalmar".
Em 2013, foi arquivada investigação contra Paulo Okamoto, por ameaça de morte feita contra Marcos Valério em 2005.

### Amizade com o ex-presidente Lula
Desde 2005, a mídia brasileira costumeiramente se refere a Paulo Okamotto como amigo muito próximo do ex-presidente Luiz Inácio Lula da Silva.
Em 2011, quando Lula teve diagnosticado um tumor na laringe, Paulo Okamotto disse à mídia que o presidente estava reclamando de rouquidão.
Em 2012, Paulo Okamoto e Clara Ant foram citados como representantes do Instituto Lula pelo jornal "Poder Online".
Em 2014, a revista Veja o descreve como "uma espécie de anjo da guarda e faz tudo do ex-presidente, o responsável por manter a vida de Lula em ordem e longe dos holofotes da imprensa".